# پرواز ۶۱۱ چاینا ایرلاینز
پرواز ۶۱۱ چاینا ایرلاینز یک پرواز مسافربری از فرودگاه بین‌المللی چیانگ کای شک (فرودگاه بین‌المللی تائویوان کنونی) در تایوان به فرودگاه بین‌المللی هنگ کنگ بود. در ۲۵ مه ۲۰۰۲، بوئینگ ۷۴۷–۲۰۹بی دقایقی پس از برخاست، در مسیر خود، در هوا متلاشی شد و در تنگه تایوان، سقوط کرد.
در این سانحه تمام ۲۲۵ سرنشین هواپیما کشته شدند. این فروپاشی در حین پرواز به دلیل تعمیرات نادرست هواپیما در ۲۲ سال قبل بود. تا سال ۲۰۲۱، این سانحه همچنان مرگبارترین سانحه در تاریخ تایوان است، و همچنین آخرین حادثه یک ۷۴۷ است که منجر به مرگ مسافران شد.

## پرواز و فاجعه

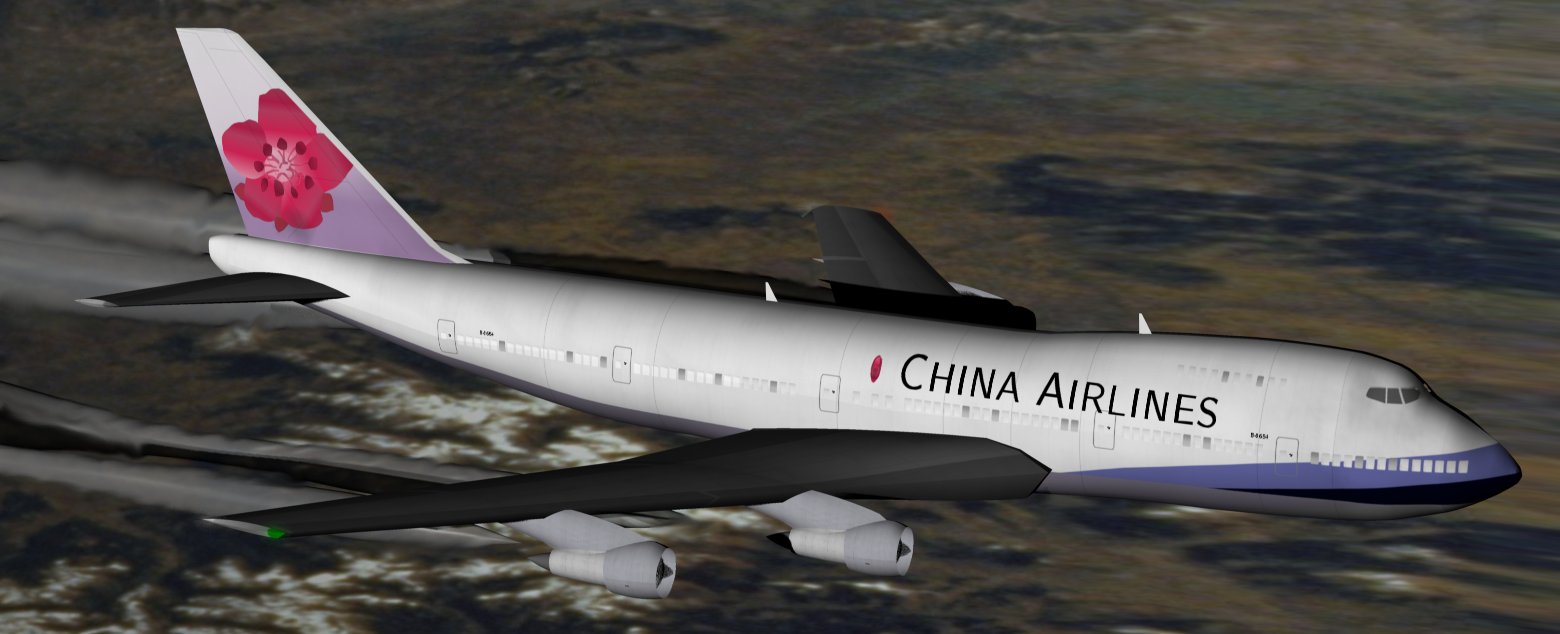
‌

این پرواز در ساعت ۱۵:۰۸ به وقت محلی (۰۷:۰۸ UTC) انجام شد و قرار بود در ساعت ۱۶:۲۸ HKT (۰۸:۲۸ UTC) به هنگ کنگ برسد. خدمه پرواز متشکل از کاپیتان یی چینگ فونگ ۵۱ ساله، کاپیتان ۵۲ ساله شیه یه شیونگ و مهندس پرواز چائو سن کو ۵۴ ساله بود. هر سه نفر از تجربه بالایی برخوردار بودند. هر دو خلبان بیش از ۱۰۱۰۰ ساعت پرواز داشتند و مهندس پرواز بیش از ۱۹۱۰۰ ساعت پرواز داشت. تمامی ۲۰۶ مسافر و ۱۹ خدمه این هواپیما جان باختند.

## مسافران
بیشتر مسافران (۱۱۴ نفر)، اعضای یک تور گروهی تایوانی به سرزمین اصلی چین بودند که توسط چهار آژانس مسافرتی برگزار می‌شد. یکی از مسافران هواپیما، سیاست‌مدار تایوانی، یو جی چنگ بود.
| ملیت    | مسافران | خدمه | جمع |
| ------- | ------- | ---- | --- |
| تایوان  | ۱۹۰     | ۱۹   | ۲۰۹ |
| چین     | ۹       | —    | ۹   |
| هنگ کنگ | ۵       | —    | ۵   |
| سنگاپور | ۱       | —    | ۱   |
| سوئیس   | ۱       | —    | ۱   |
| جمع     | ۲۰۶     | ۱۹   | ۲۲۵ |

از ۲۲۵ مسافر و خدمه هواپیما، بقایای ۱۷۵ نفر کشف و شناسایی شد. ۸۲ جسد شناور در سطح اقیانوس و تنگه تایوان و توسط قایق‌های ماهیگیری و کشتی‌های نظامی پیدا شد. متعاقباً از کشتی‌های بازیابی قراردادی برای بازیابی لاشه هواپیما و اجساد باقی مانده استفاده شد.
قربانیان با شناسایی بصری، وسایل شخصی، اثر انگشت، معاینات دندانپزشکی و از طریق آزمایش دی‌ان‌ای شناسایی شدند. تنها جسد سه عضو خدمه پرواز کشف‌شده کالبدشکافی شد. از اجساد قربانیان عکسبرداری شد و لباس‌ها و اموال آن‌ها فهرست شد و به خانواده‌های قربانیان تحویل داده شد.
اکثر قربانیان صدمات گسترده‌ای داشتند که با ضربه به سر، شکستگی استخوان درشت‌نی و نازک‌نی، ساییدگی قابل توجه پشت و صدمات لگنی همراه بود. اکثر اجساد تقریباً دست نخورده بودند به جز، در برخی موارد، استخوان‌های شکسته، برخی از قربانیان گشاد شدن بافت ریه، آمفیزم زیر پوستی و خونریزی از بینی و دهان داشتند. هیچ بقایای کربن روی هیچ‌یک از اجساد بازیابی شده یا لباس آنها یافت نشد و هیچ نشانه‌ای از آتش‌سوزی، سوختگی یا آسیب انفجار یافت نشد.

## ترک‌خوردگی ناشی از خستگی فلز
گزارش بررسی نهایی نشان داد که این حادثه نتیجهٔ ترک‌خوردگی ناشی از خستگی فلز ناشی از تعمیر و نگهداری ناکافی پس از یک حادثه دُم قدیمی بوده‌است. در ۷ فوریه ۱۹۸۰، آن هواپیما از فرودگاه آرلاندا استکهلم به فرودگاه بین‌المللی تائویوان از طریق فرودگاه بین‌المللی ملک عبدالعزیز و فرودگاه بین‌المللی کای تاک به شمارهٔ پرواز ۰۰۹ چاینا در حال پرواز بود. هنگام فرود در هنگ کنگ، بخشی از دُم هواپیما در امتداد باند خراشیده شده بود (tailstrike). هواپیما دچار افت فشار شد و در همان روز به تایوان بازگردانده شد و روز بعد، تعمیر موقت انجام شد. یک تعمیر دائمی توسط تیمی از خطوط هوایی چاینا از ۲۳ تا ۲۶ می ۱۹۸۰ انجام شد.
تعمیر دائمی، مطابق با راهنمای تعمیرات ساختاری بوئینگ (SRM) انجام نشده بود.
در نتیجه، پس از چرخه‌های مکرر فشار و کاهش فشار در طول پرواز، ترک‌هایی در اطراف خراش‌های در معرض دید شروع به ایجاد کردند. سرانجام، در ۲۵ می ۲۰۰۲ و ۲۲ سال پس از تعمیر معیوب در دم آسیب دیده، بدنه در هوا باز و متلاشی شد. پس از باز شدن شکاف، کاهش فشار انفجاری رخ داد که باعث جدا شدن بدنه هواپیما در بخش ۴۶ (پشت جعبه بال اصلی) شد.
این اولین باری نبود که یک ۷۴۷ به دلیل تعمیر معیوب پس از اصابت دم سقوط می‌کرد. در ۱۲ اوت ۱۹۸۵، ۱۷ سال پیش از سقوط پرواز ۶۱۱ و ۵ سال پس از تعمیر هواپیمای سانحه، پرواز ۱۲۳ خطوط هوایی ژاپن از توکیو به اوساکا با ۵۲۴ سرنشین به دلیل پاره شدن تثبیت‌کننده عمودی و قطع شدن سیستم‌های هیدرولیک در اثر کاهش فشار انفجاری، سقوط کرد و آن سانحه تنها چهار بازمانده داشت. این سانحه به تعمیر معیوب قسمت عقب نسبت داده شده بود که در سال ۱۹۷۸ در یک حادثه دم آسیب دیده بود. در هر دو سانحه، صفحهٔ دوبلر طبق استانداردهای بوئینگ در هنگام ترمیم بدنه، نصب نشده بود.
خطوط هوایی چاینا بسیاری از بخش‌های این گزارش را مورد مناقشه قرار داد و اظهار داشت که بازرسان، قطعاتی از هواپیما را که محتوای گزارش گروه تحقیق را ثابت کند، پیدا نکرده‌اند.

## هواپیما
هواپیمای مورد نظر با نام B-18255 (در ابتدا با نام B-1866 ثبت شده بود)، تنها هواپیمای مسافربری بوئینگ ۷۴۷–۲۰۰ بود که در آن زمان در ناوگان هواپیمایی چاینا باقی مانده بود. این هواپیما در سال ۱۹۷۹ به شرکت تحویل داده شده بود و در زمان حادثه بیش از ۶۴۸۰۰ ساعت پرواز را ثبت کرده بود. این هواپیما دارای پیکربندی ۲۷۴ صندلی بود. پیش از سقوط هواپیما، خطوط هوایی چاینا، این هواپیما را به قیمت ۱٫۴۵ میلیون دلار به خطوط هوایی اورینت تای ایرلاینز فروخته بود. پرواز منجر به سانحه قرار بود آخرین پرواز آن برای خطوط هوایی چاینا باشد، زیرا قرار بود پس از پرواز برگشت از هنگ کنگ به تایپه به خطوط هوایی اورینت تای تحویل داده شود. قرارداد فروش هواپیما پس از سقوط لغو شد و اورینت تای، پس از سقوط هواپیمای اصلی، که قرار بود خریداری کند با ۷۴۷ دیگری جایگزین کرد.
تنها چهار فروند ۷۴۷–۲۰۰ مسافری به خطوط هوایی چاینا تحویل داده شد که همگی از سال ۱۹۷۹ تا ۱۹۸۰ بودند. سه فروند دیگر تا سال ۱۹۹۹ در خدمت کامل مسافری بودند و پس از آن به هواپیمای باری تبدیل شدند. آن‌ها بلافاصله توسط اداره هوانوردی غیرنظامی ROC (CAA) پس از سقوط پرواز ۶۱۱ برای بررسی‌های تعمیر و نگهداری زمینگیر شدند.

## تبعات
پس از سقوط هواپیما، خطوط هوایی چاینا شماره پرواز ۶۱۱ را به نشانه احترام به قربانیان سانحه، بازنشسته کرد و شماره پرواز به ۶۱۹ تغییر یافت. مسیر تایپه به هنگ کنگ در بسیاری از پروازهای دیگر از جمله ۹۰۳، ۶۴۱، ۶۰۵ (که همچنین دچار حادثه شد)، ۹۰۹، ۹۱۳، ۹۱۵، ۶۱۷، ۶۷۹، ۹۲۳، ۹۲۷، و ۹۵۱ انجام می‌شود.
تا سال ۲۰۲۱، پروازهای فعلی ۹۰۳، ۶۴۱، ۹۰۹، ۹۱۵، ۹۱۹، ۹۲۳، ۹۲۱ و ۶۰۱ در ناوگان ترکیبی از بوئینگ ۷۷۷، ایرباس ۳۳۰، ایرباس ۳۵۰ و بوئینگ ۷۳۷ انجام می‌شود.
علاوه بر این، یک هواپیمای بوئینگ ۷۳۷–۸۰۰ با نام B-18611 به همین دلیل در سال ۲۰۰۶ به B-18617 تغییر یافت.
B-1866، شماره ثبت قبلی هواپیما، ۱۲ سال بعد در سال ۲۰۱۴ به یک هواپیمای تازه ثبت‌شدهٔ دیگر اختصاص یافت که در حال حاضر در چین در حال پرواز برای لونگ ایر و یک ایرباس ۳۲۰ است.

## در آثار هنری
این سانحه در فصل هفتم مستند کانادایی پیام اضطراری (Mayday) با عنوان "Scratching the Surface" نمایش داده شد.